# ベス・ブロデリック
ベス・ブロデリック（Beth Broderick,  1959年2月24日 - ）は、アメリカ合衆国の女優である。

## 来歴
1959年、ケンタッキー州ファルマウスに生まれる。その後カリフォルニア州へ移り住み、ハンティントンビーチで育った。幼少期から女優に興味を抱き、高校を卒業した後はパサデナにあるアメリカン・アカデミー・オブ・アーツで演技を学んだ。それからニューヨークへ渡り、女優としてのキャリアをスタート。1983年に『In Love』で映画デビューを果たした。
その後は様々なテレビや映画などへ出演してキャリアを積み、日本でもかつてNHKで放映されたシットコム『サブリナ』でメリッサ・ジョーン・ハート演じる10代の若き魔女の叔母役をコミカルに演じている。現在もスティーヴン・キング原作のミステリー・ドラマ『アンダー・ザ・ドーム』や『LOST』などの話題作へ数多く出演した。尚、『サブリナ』で共演したメリッサ・ジョーン・ハートとは、後にテレビドラマシリーズ『メル&ジョー 好きなのはあなたでしょ?で再共演している。

## 出演作品

### 映画
- In Love (1983)
- Bordello: House of the Rising Sun (1985)
- Sex Appeal (1986)
- If Looks Could Kill (1986)
- 女囚物語3・獄囚のメロディ Slammer Girls (1987)
- スターダスト・パラダイス/過激な舞台裏お見せします Student Affairs (1987)
- 君がいた夏 Stealing Home (1988)
- セクシー・ナース・イン・ラブ Young Nurses in Love (1989)
- 虚栄のかがり火 The Bonfire of the Vanities (1990)
- Thousand Pieces of Gold (1991)
- Rewrite for Murder (1991) ※テレビ映画
- Are You Lonesome Tonight (1992) ※テレビ映画
- The Silencer (1992)
- 殺人愛好症（マニア）の男 In the Deep Woods (1992)
- Shadowhunter (1993) ※テレビ映画
- Justice in a Small Town (1994)
- ネイキッド・ラブ French Exit (1995)
- ミスター・プレイガール Man of the Year (1995)
- Maternal Instincts (1996)
- 愛さずにはいられない Fools Rush In (1997)
- Breast Men (1997)
- Shattered Hearts: A Moment of Truth Movie (1998)
- サイコ・ビーチ・パーティ Psycho Beach Party (2000)
- Homeland Security (2004)
- The Inner Circle (2005)
- Mystery Woman: Mystery Weekend (2005)
- Tom's Nu Heaven (2005)
- State's Evidence (2006)
- Timber Falls (2007)
- Two Dollar Beer (2009)
- Revenge of the Bridesmaids (2010)
- Fly Away (2011)
- Two Step (2014)
- Echoes of War (2015)

### テレビドラマ
- フロム・ザ・ダークサイド Tales from the Darkside (1987)
- マトロック Matlock (1988)
- 1st & Ten (1988, 1989)
- Hooperman (1989)
- FBI特別捜査官マンクーゾ Mancuso, FBI (1989)
- TVキャスター マーフィー・ブラウン Murphy Brown (1990)
- グローリー・デイズ Glory Days (1990)
- Married with Children (1990)
- Doctor Doctor (1991)
- Drexell's Class (1991)
- たどりつけばアラスカ Northern Exposure (1992)
- Hearts Afire (1992 - 1994)
- The 5 Mrs. Buchanans (1994 - 1995)
- サブリナ Sabrina, the Teenage Witch (1996 - 2002)
- Women: Stories of Passion (1997)
- ABC TGIF (1997)
- ナイトメア・ルーム The Nightmare Room (2002)
- 弁護士ジャック・ターナー The Lyon's Den (2003)
- LOST Lost (2005 -2008)
- スーパーナチュラル Supernatural (2006)
- クローザー The Closer (2006)
- 地上最強の美女バイオニック・ジェミー Bionic Woman (2007)
- CSI:科学捜査班 CSI: Crime Scene Investigation (2007)
- ER緊急救命室 ER (2008)
- コールドケース 迷宮事件簿 Cold Case (2009)
- レバレッジ 〜詐欺師たちの流儀 Leverage (2009)
- キャッスル 〜ミステリー作家は事件がお好き Castle (2010)
- Lone Star (2010)
- アンダー・ザ・ドーム Under the Dome (2013)
- メル&ジョー 好きなのはあなたでしょ? Melissa & Joey (2014)
- ラブ&デス Love & Death (2023)

### テレビアニメ
- メン・イン・ブラック Men in Black: The Series (1997, 1998)

### ビデオゲーム
- Sabrina, the Teenage Witch: Spellbound (1998)